# Arachnodes fairmairei
Arachnodes fairmairei är en skalbaggsart som beskrevs av Antoine Boucomont 1937. Arachnodes fairmairei ingår i släktet Arachnodes och familjen bladhorningar. Inga underarter finns listade.